# Jeanne L. Gauzy
Jeanne L. Gauzy, née le 4 janvier 1886 à Paris et morte le 8 septembre 1968 à Montpellier, est une peintre française.

## Biographie
Jeanne Rachel Lévy est la fille d'Abraham Lévy, négociant, et de Pauline Léonie Weil.
En 1910, elle épouse Fernand Joseph Raphaël Gauzy.
En 1922, elle remporte une médaille d'argent.
En 1924, elle expose à la galerie Grégoire quatre toiles : une étude de fleurs, un paysage et deux scènes de plein air.
En 1934, elle expose à la galerie Le balcon et remporte le prix Pillini,.
Elle meurt à Montpellier à l'âge de 82 ans.